# Chagos-Anemonenfisch
Der Chagos-Anemonenfisch (Amphiprion chagosensis) kommt nur an der Küste des Chagos-Archipels in Wassertiefen von 10 bis 25 Metern vor. Als Lebensraum bevorzugt er die Außenriffe, weniger Lagunen oder das Riffdach. Die Art wurde anhand von Exemplaren beschrieben, die bei Diego Garcia gefangen wurden. Es ist unbekannt mit welcher Seeanemone er in Symbiose lebt. 

## Merkmale
Der Chagos-Anemonenfisch wird acht bis zehn Zentimeter lang. Die Länge beträgt das 1,8- bis 1,9fache der Körperhöhe. Er ist bräunlich-orange gefärbt. Ein weißer Querstreifen zieht sich direkt hinter dem Auge über den Kopf, ein weiterer, schmalerer zieht sich von der Einbuchtung zwischen dem stacheltragenden und dem weichstrahligen Teil der Rückenflosse bis vor die Afterflosse. Die Bauchflossen sind schwärzlich, die Schwanzflosse ist transparent.
Die Rückenflosse hat zehn bis elf Hart- und 15 bis 17 Weichstrahlen, die Afterflosse zwei Hart- und 13 bis 14 Weichstrahlen. Die Brustflossen werden von 18 bis 20 Flossenstrahlen gestützt. Auf dem ersten Kiemenbogen befinden sich 17 bis 20 Kiemenreusenfortsätze. Die Seitenlinie wird von 36 bis 43 Schuppen begleitet.